# Rasa de la Flauta
La Rasa de la Flauta és un torrent que aboca les seves aigües al Cardener per la seva riba dreta a un centenar de metres aigües avall de pont del Molí de Canet.

## Municipis per on passa
El curs del torrent transcorre íntegrament pel terme municipal de Clariana de Cardener, al Solsonès.